# مانون
مانون هي فنانة ومصورة سويسرية، ولدت في 26 يونيو 1946 في برن في سويسرا.

## وصلات خارجية
- الموقع الرسمي